# Президент Азербайджану

Штандарт Президента Республіки Азербайджан

Президе́нт Азербайджа́ну — керівник Азербайджанської Республіки, якому належить виконавча влада в країні. Президент Азербайджану є недоторканною особою, він обирається терміном на 7 років.
Згідно з Конституцією Азербайджану одна і та ж людина може перебувати на посаді Президента необмежену кількість термінів.

## Конституційні повноваження
Згідно із статтею 109 Конституції Азербайджану, Президент республіки має такі повноваження:
1. призначає вибори в Міллі Меджліс Азербайджанської Республіки;
2. подає на затвердження Міллі Меджлісу державний бюджет Азербайджанської Республіки;
3. затверджує державні економічні та соціальні програми;
4. призначає за згодою Міллі Меджлісу Прем'єр-міністра Азербайджанської Республіки; звільняє його з посади;
5. призначає на посаду та звільняє з посади членів Кабінету Міністрів Азербайджанської Республіки; в необхідних випадках головує на засіданнях Кабінету Міністрів;
6. приймає рішення про відставку Кабінету Міністрів;
7. формує центральні та місцеві органи виконавчої влади в межах видатків, передбачених для виконавчої влади державним бюджетом;
8. скасовує постанови і розпорядження Кабінету Міністрів Азербайджанської Республіки і Кабінету Міністрів Нахчиванської Автономної Республіки, акти центральних і місцевих органів виконавчої влади;
9. вносить подання до Міллі Меджлісу про призначення на посаду суддів Конституційного Суду, Верховного Суду та апеляційних судів Азербайджанської Республіки; призначає суддів інших судів Азербайджанської Республіки; за згодою Міллі Меджлісу призначає та звільняє з посади Генерального прокурора;
10. вносить подання до Міллі Меджлісу про призначення на посаду та звільнення з посади членів Правління Центрального банку Азербайджанської Республіки; з числа членів Правління Центрального банку призначає голову Центрального банку;
11. подає на затвердження Міллі Меджлісу військову доктрину Азербайджанської Республіки;
12. призначає на посаду та звільняє з посади вищий командний склад Збройних Сил Азербайджанської Республіки;
13. формує Адміністрацію Президента та призначає її керівника;
14. вносить подання до Міллі Меджлісу про обрання Уповноваженого з прав людини;
15. вносить подання до Міллі Меджлісу про заснування дипломатичних представництв Азербайджанської Республіки в іноземних державах і при міжнародних організаціях, призначає і відкликає дипломатичних представників Азербайджанської Республіки в іноземних державах і при міжнародних організаціях;
16. приймає вірчі і відкличні грамоти дипломатичних представників іноземних держав;
17. укладає міжурядові і міжнародні договори, представляє в Міллі Меджліс для ратифікації та денонсації міждержавні та міжурядові договори, що передбачають норми, відмінні від законів Азербайджанської Республіки; підписує ратифікаційні грамоти;
18. призначає референдум;
19. підписує і видає закони;
20. вирішує питання громадянства;
21. вирішує питання надання політичного притулку;
22. здійснює помилування;
23. нагороджує державними нагородами;
24. присвоює вищі військові і вищі спеціальні звання;
25. оголошує загальну або часткову мобілізацію, а також звільняє покликаних по мобілізації;
26. приймає рішення про призов громадян Азербайджанської Республіки на строкову військову службу і про звільнення в запас військовослужбовців строкової військової служби;
27. створює Раду Безпеки Азербайджанської Республіки;
28. вносить подання до Міллі Меджлісу про дачу згоди на притягнення Збройних Сил до виконання завдань, не пов'язаних з їх призначенням;
29. оголошує надзвичайний і воєнний стан;
30. за згодою Міллі Меджлісу оголошує війну та укладає мир;
31. створює спеціальні служби охорони в межах видатків, передбачених для цих цілей державним бюджетом;
32. у виконавчому порядку вирішує інші питання, не віднесені Конституцією Азербайджанської Республіки до відання Міллі Меджлісу і судових органів .

## Список президентів Азербайджану
| Президент                        | Перебував на посаді     |
| -------------------------------- | ----------------------- |
| Аяз Ніазі-огли Муталібов         | 19.11.1991 — 06.03.1992 |
| Ягуб Кавад огли Мамедов, в.о.    | 06.03.1992 — 14.05.1992 |
| Аяз Ніазі-огли Муталібов         | 14.05.1992 — 18.05.1992 |
| Іса Юніс-огли Гамбаров, в.о.     | 19.05.1992 — 16.06.1992 |
| Абульфаз Гадіркули́-огли Ельчибей | 16.06.1992 — 18.06.1993 |
| Гейдар Алі Реза-огли Алієв, в.о. | 18.06.1993 — 10.10.1993 |
| Гейдар Алі Реза-огли Алієв       | 10.10.1993 — 31.10.2003 |
| Ільхам Гейдар-огли Алієв         | 31.10.2003 —            |